# FINKL (싱글)
《FINKL》은 2005년 10월 19일에 발매된 대한민국의 걸 그룹 핑클의 디지털 싱글이다. 뜨한 FINKL은 총 3곡의 트랙으로 구성되어 있다. 그리고 FINKL의 전체 러닝타임은 11분 6초이다.

## 설명
- 2002년부터 시작한 개인 활동 이후로 다시 뭉쳐 만든 음반이다.
- 당초 온라인에서만 유통할 계획이었으나, 한 음원사이트에서 300장 한정으로 CD화되어 추첨을 통해 무료 증정하였다.
- 300장 한정판에는 미공개 자켓이 들어가 있다.
- 기존의 핑클과는 상반되는 이미지를 컨셉으로 하였다.
- 그룹이 개인 활동 이후 다시 뭉쳐 음반은 낸 것은 핑클이 처음이었다.
- 이효리, 성유리는 작사에 참여하였다.
- 6월 발매 예정이었지만, 멤버 이진, 성유리의 소속사 이적으로 시간이 소요되었다.
- 별도의 음반 활동은 하지 않았다.
- CD에는 비공개 음반(비매품)이라고 표기되어 있다.
- 같은 해 발매된 DVD 《FOREVER FIN.K.L 1998-2005》의 3번째 디스크에 수록되어 있다.

## 수록곡
1. Butterfly
  - 작사 : MayBee / 작곡 : 김도현 / Rap : 김도현 / 편곡 : 김도현
2. FINKL
  - 작사 : 이효리 / 작곡 : 김도현 / Rap : David / 편곡 : 김도현
3. I'm Crazy About You
  - 작사 : 성유리 / 작곡 : 방승철 / 편곡 : 장성칠

## 뮤직비디오

### FINKL
- 세트 촬영은 경기도 용인시 네오페이스 세트장에서 2005년 9월 19일에 실시 되었다.
- 이진은 영화 《친절한 금자씨》를 패러디하여 화제가 되었다.

## 스태프
- Executive Producer : 이호연
- Chorus : 김다영
- Mixing Engineer : 박혁
- Management : 길종화, 윤흥관, 조용화
- Stylist
  - 이효리 : 런던프라이드 - 정보윤, 이승희, 오미야
  - 옥주현, 이진 : Style202 - 정혜진, 강윤주, 이유화, 정진아
  - 성유리 : 고병기
- Photographer : 김형선
- Design : 9g